# Benny Kohlberg
Benny Tord Kohlberg (Arvika, 17 aprile 1954) è un ex fondista svedese.

## Biografia
In Coppa del Mondo esordì nella gara inaugurale del 9 gennaio 1982 a Reit im Winkl (10°) e ottenne l'unico podio il 16 gennaio successivo a Le Brassus (3°).
In carriera prese parte a due edizioni dei Giochi olimpici invernali, Lake Placid 1980 (17° nella 15 km, 13° nella 30 km, 5° nella staffetta) e Sarajevo 1984 (19° nella 15 km, 1° nella staffetta).

## Palmarès

### Olimpiadi
- 1 medaglia:
  - 1 oro (staffetta[1] a Sarajevo 1984)

### Coppa del Mondo
- Miglior piazzamento in classifica generale: 16º nel 1982
- 1 podio (individuale[2])[3]:
  - 1 terzo posto